# Wim Vermeulen
Pour les articles homonymes, voir Vermeulen.
Wim Vermeulen, né le 15 août 1936 à Rillaar est un homme politique belge flamand, membre du CD&V.
Il est licencié en sciences politiques et sociales; il fut directeur de la Sociale Hogeschool Geel et du Hoger Instituut der Kempen - OSP - Geel.

## Fonctions politiques
- Sénateur du 8 novembre 1990 au 24 novembre 1991.
- Député fédéral du 3 juillet 1996 au 5 mai 1999, en remplacement de Jozef Dupré, démissionnaire.